# Seraf

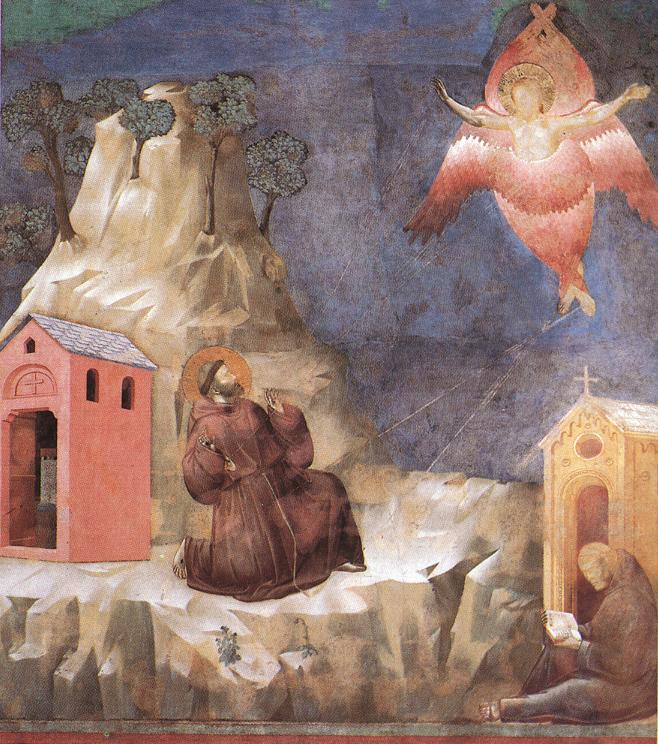
Franciskus av Assisi och en seraf; fresk som tillskrivs Giotto, som föreställer legenden om när Franciskus stigmatiseras.

Seraf (plural: serafer eller serafim) (hebreiska:  שׂרף 'saraf' plural שׂרפים 'serafim', latin: seraph[us], plural seraphi[m] geez: ሱራፌል) är i judisk och kristen tradition en grupp änglar som uppvaktar Gud när han sitter på sin tron, medan de ropar Kadosh, Kadosh, Kadosh (Helig, helig, helig). Seraferna är sexvingade; med ett par täcker de ansiktet därför att de står så nära Gud. I den kristna traditionen är seraferna de högsta änglarna, över keruberna och tronerna; dessa tre grupper tillhör dock gemensamt den högsta änglahierarkin. Serafim betyder på hebreiska 'de brinnande'.
Den bibliska källan till seraferna finns i Jesaja (6:1–3). De nämns flerfaldigt i de apokryfiska Henoksböckerna såsom drakones.
Bonaventura är såsom kyrkolärare i Romersk-katolska kyrkan, utnämnd till Doctor Seraphicus; han skriver om seraferna i sitt huvudverk Itinerarium Mentis ad Deum (Själens resa till Gud).